# Antidesma celebicum
Antidesma celebicum là một loài thực vật có hoa trong họ Diệp hạ châu. Loài này được Miq. mô tả khoa học đầu tiên năm 1864.